# هارفي بيري
كان الدكتور جيمس هانتر هارفي بيري، الحاصل على زمالة الجمعية الملكية البريطانية للمهندسين المعماريين (10 ديسمبر 1878 - 27 سبتمبر 1965)، طبيبًا وجامعًا لطوابع البريد ومزارعًا لزهور الأوركيد وعالم بكتيريا بريطانيًا في القرن العشرين. أطلق بيري على جنس البكتيريا اسم الليستيريا تكريمًا لجوزيف ليستر، وسُمِّيت شبه جزيرة بيري باسمه. كما سُمِّيت كيب مابل باسم زوجته. يُعرف باسم ج. هـ. هـ. بيري، وهو مؤلف كتاب.

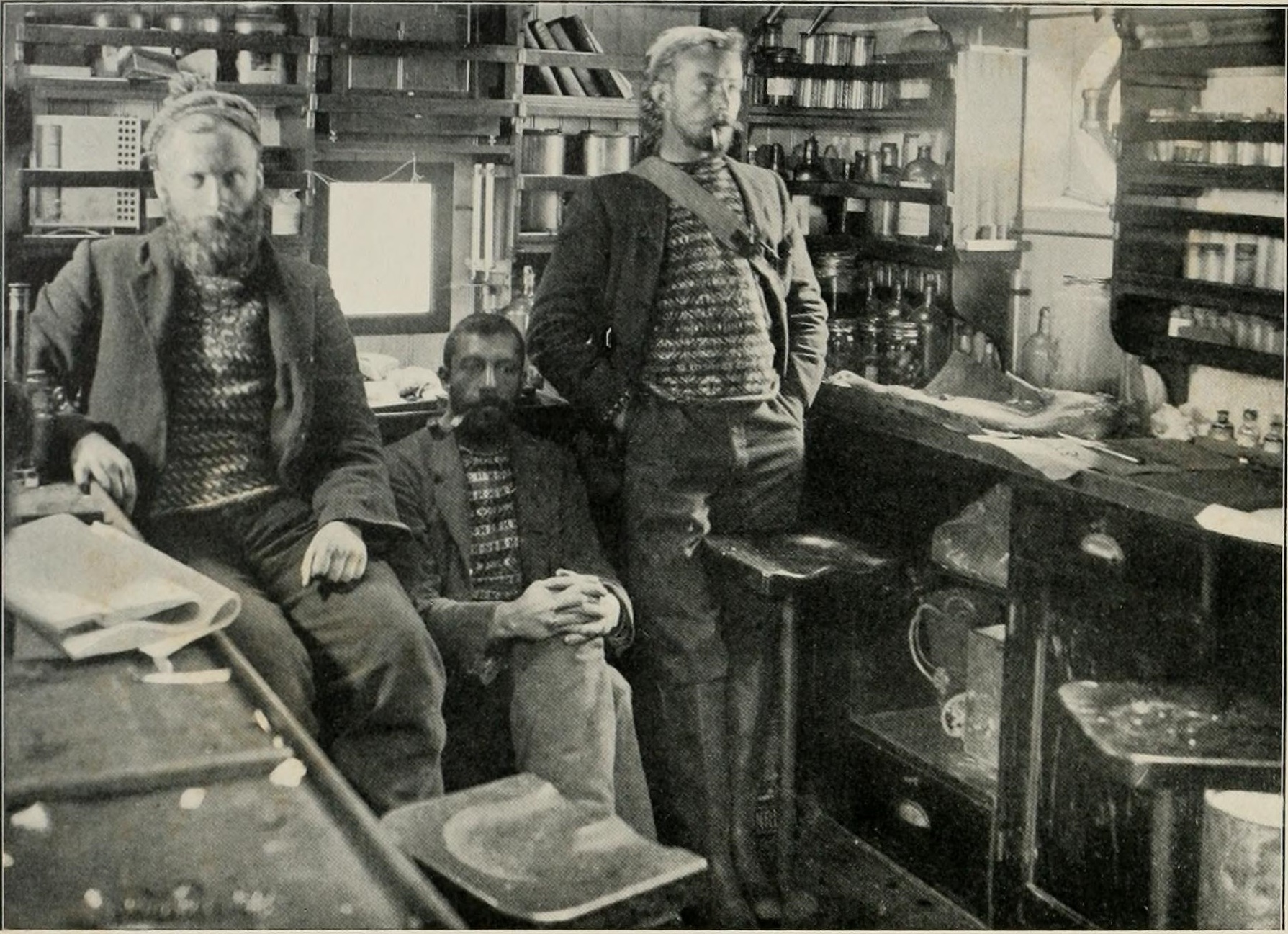
بيري (على اليمين) مع زملائهِ علماء الطبيعة على متن سفينة سكوتيا خلال البعثة الوطنية الاسكتلندية إلى القارة القطبية الجنوبية

وُلِد في غلاسكو، وهو ابن الدكتور جون بيري من إلمبانك كريسنت رقم 26.

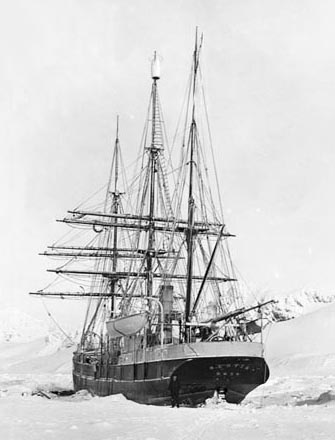
سكوتيا، راسية في جزيرة لوري في عام 1903

عُيّن بيري في سلاح المدفعية الملكية الميداني برتبة ملازم ثانٍ في 28 مارس 1900، لكنه استقال من الجيش في وقت لاحق من العام نفسه. حصل على شهادتهِ الطبية الأولى من جامعة غلاسكو، وتخرج منها بشهادة بكالوريوس الطب والجراحة عام 1902. من عام 1902 إلى عام 1904، شارك في البعثة الإسكتلندية الوطنية إلى القطب الجنوبي على متن سفينة صيد الحيتان السابقة "سكوتيا"، بقيادة ويليام سبيرز بروس، حيث عمل بيري جراحًا وجيولوجيًا. وقد استلزم ذلك قضاء معظم عام 1903 في قاعدة مؤقتة في جزر أوركني الجنوبية. واصل دراساته العليا في جامعة إدنبرة وحصل على درجة الدكتوراه في عام 1907 بعد كتابة أطروحته - "حول الخلايا المتعددة الأضلاع الأصغر للمادة الرمادية في النخاع الشوكي".
في عام 1908، انتُخب زميلًا في الجمعية الملكية لإدنبرة. وكان من بين مُرشحيه دانيال جون كاننغهام، وألكسندر بروس، وهنري هارفي ليتلجون، وديفيد ووترستون.
عمل لاحقًا في عيادة طبية خاصة في اسكتلندا. في عام 1913، انضم إلى الخدمة الطبية الاستعمارية في كينيا كخبير في علم البكتيريا، وأصبح نائب مدير معهد جنوب أفريقيا للأبحاث الطبية في جوهانسبرغ من عام 1926 إلى عام 1941.

## جمع الطوابع
كان بيري من هواة جمع الطوابع البارزين، متخصصًا في جمع طوابع المناطق القطبية. كان محررًا لمجلة "هواة جمع الطوابع في جنوب أفريقيا" لمدة ستة وثلاثين عامًا، وكتب أعمالًا مهمة عن طوابع سوازيلاند ونيو ريبابليك. وقّع على قائمة هواة جمع الطوابع المتميزين عام 1948، وفي العام نفسه، وقع على قائمة هواة جمع الطوابع المتميزين في جنوب أفريقيا.

## من المؤلفات
- "رحلة سكوتيا، سجلٌّ لرحلة استكشافية في بحار أنتاركتيكا" بقلم روبرت موسمان، وجيمس هانتر هارفي بيري، وروبرت نيل رودموس-براون، سي. هيرست، لندن (1906).
- "الفقه الطبي" (1911).